# (37795) 1997 WC8
1997 WC8 (asteroide 37795) é um asteroide da cintura principal. Possui uma excentricidade de 0.12671080 e uma inclinação de 4.53720º.
Este asteroide foi descoberto no dia 24 de novembro de 1997 por Takao Kobayashi em Oizumi.